# Viscera Cleanup Detail
Viscera Cleanup Detail je sci-fi simulační videohra, ve které mají hráči za úkol uklidit krvavé následky úspěšně potlačené mimozemské invaze. Hru vyvinulo a vydalo jihoafrické nezávislé vývojářské studio RuneStorm. Hra byla vydána 4. dubna 2014 prostřednictvím služby Steam Early Access. Plná verze byla k dispozici 23. října 2015.

## Hratelnost
Ve hře Viscera Cleanup Detail se hráči ujmou role „údržbářů vesmírných stanic“, kteří mají za úkol vyčistit a opravit zařízení, jež se stala dějištěm krvavých bojů během mimozemské invaze nebo jiné katastrofy. Úkoly zahrnují sběr a likvidaci trosek, včetně rozčtvrcených těl mimozemšťanů a lidí, vystřílených nábojnic, rozbitého skla, doplňování nástěnných lékárniček, opravu děr po kulkách ve stěnách a čištění podlah, stěn a stropů od krve a sazí. Ve hře jsou i vedlejší bonusové úkoly. Mezi ně patří ukládání předmětů, jako jsou bedny a sudy, na určené místo a vyplňování hlášení o katastrofách a úmrtích, ke kterým došlo v příslušné úrovni.
Ke splnění těchto úkolů s sebou hráči nosí mop, který jim pomůže uklidit případné kaluže krve nebo saze vyskytující se v okolí stanice, senzorové zařízení, které odhalí stopy biologického nebo nebiologického nepořádku a malý PDA, který slouží k zapisování poznámek o dané úrovni. Dalším přídavkem v patchi přidaným do hry je koště, které hráči mohli najít povalující se po každé mapě hry, které jim pomůže zamést nábojnice nebo jiný odpad.
V každé úrovni jsou rozmístěny úklidové stroje, které musí hráč využít k dokončení úklidové operace: Spalovna pro likvidaci odpadků, automat na kbelíky, který je jediným zdrojem čisté vody, automat na koše, do kterých lze odnést několik menších předmětů, jako jsou plechovky, nábojnice a dokonce i části těl, svářecí zařízení pro opravu děr po kulkách ve zdech a automat na předměty, kde hráč může získat další předměty, jako jsou lucerny, zásoby lékárničky, nápisy „mokrá podlaha“ a světlice.
Krev je možné rozšířit upuštěním částí těl, vylitím použitých kbelíků nebo tím, že hráč zanechá stopy krve z podrážek svých bot, takže je nutná určitá opatrnost a plánování, aby se zabránilo opakovanému čištění stejné oblasti.
Po vyražení z úrovně se hráči dostanou do malé sbírky místností známé jako „Kancelář“. V kanceláři si mohou hráči ověřit, jak dobře si případně vedli v dříve dokončené úrovni. Kromě velké obrazovky s hlášením, na níž se zobrazuje hráčovo skóre v procentech, lze v hlavní místnosti The Office nalézt také několik novinových článků rozesetých po celém prostoru. Tyto podrobné události jsou způsobeny chybami hráče, například zaměstnanci konzumují vnitřnosti, zakopávají o kbelíky, dusí se vyhozenými nábojnicemi a ukazují hráči, co mohl po dokončení úrovně přehlédnout. Kancelář slouží také jako místo pro sbírání předmětů, které lze přinést z úspěšně dokončených úrovní prostřednictvím „údržbářova kufru“.
Hráči mohou kdykoli ukončit úroveň. Není stanoven žádný časový limit, ale za úplné nedokončení úrovně jsou stanoveny sankce. Pokud hráč úroveň dostatečně nevyčistil a dosáhl méně než 75%, bude „vyhozen“, což způsobí resetování Kanceláře a všechny předměty nebo změny v ní provedené budou ztraceny.

## Samostatná rozšíření
Během vývoje hry Viscera Cleanup Detail vytvořila společnost RuneStorm dvě samostatná rozšíření své vlastní hry, která obsahovala stejné mechanismy, ale odlišná prostředí.
- Viscera Cleanup Detail: Shadow Warrior se odehrává v první kapitole hry Shadow Warrior, kde hráč uklízí nepořádek, který Lo Wang zanechal v původní hře. Vyšla 11. října 2013 a vydala ji společnost Devolver Digital.[2]
- Viscera Cleanup Detail: Santa's Rampage se odehrává na Severním pólu, uvnitř Santovy dílny. Hráči se ocitají v situaci, kdy se Santa zbláznil a vraždí své elfy a soby. Hra byla vydána 13. prosince 2013.[3]

## Stahovatelný obsah
- 17. července 2015, během fáze předběžného přístupu, vydal RuneStorm DLC pro Viscera Cleanup Detail, které obsahuje kompletní soundtrack, který hraje herní rádio v hlavní hře i v obou samostatných rozšířeních.[4]

- 29. října 2015 - pouhých šest dní po vydání plné verze hry - vyšel halloweenský DLC balíček s názvem Viscera Cleanup Detail: House of Horror. Hráč má během hraní odhalit nevyřešenou masovou vraždu.[5]

- 10. prosince 2018 bylo vydáno nové DLC s názvem Viscera Cleanup Detail: The Vulcan Affair. V něm musí hráči vyčistit tajné ostrovní doupě superpadoucha, jehož plány na ovládnutí světa byly právě zmařeny.[6]